# Ван Цяньї
Ван Цяньї (16 січня 1997) — китайська синхронна плавчиня.
Чемпіонка світу з водних видів спорту 2017 року, призерка 2019 року.
Переможниця Азійських ігор 2018 року.

## Виступи на Олімпіадах
| Олімпіада | Дисципліна | Місце |
| --------- | ---------- | ----- |
| Токіо     | групи      | 2     |